# Horochuwatka
Horochuwatka (ukr. Горохуватка, hist. pol. Horochowatka) – wieś na Ukrainie, w obwodzie kijowskim, w rejonie obuchowskim. W 2001 liczyła 331 mieszkańców, spośród których 324 wskazało jako ojczysty język ukraiński, 6 rosyjski, a 1 białoruski.

## Urodzeni
- Wołodymyr Czechiwski